# Freiberger Mulde
El Freiberger Mulde és un riu que discorre per Txèquia i Saxònia, Alemanya. És un afluent per la dreta del riu Mulde i fa 124 km de llargada.
Neix com Moldavský potok (rierol de Moldau) a les Muntanyes Metal·líferes, a cinc quilòmetres de la frontera alemanya al districte de Teplice a Moldàvia, a Txèquia. Discorre cap al nord-oest travessant la frontera amb Alemanya després de pocs quilòmetres fins a la ciutat de Freiberg (d'on prové el nom del riu), després passa per Nossen, Döbeln i Leisnig. Al poble de Sermuth, a pocs quilòmetres al nord de Colditz, el Freiberger Mulde s'uneix al Zwickauer Mulde per formar el Mulde. El Mulde és un afluent de l'Elba.